# (500459) 2012 TP210
(500459) 2012 TP210 es un asteroide perteneciente al cinturón de asteroides, descubierto el 20 de marzo de 2010 por el equipo del Mount Lemmon Survey desde el Observatorio del Monte Lemmon, Arizona, Estados Unidos.

## Designación y nombre
Designado provisionalmente como 2012 TP210.

## Características orbitales
2012 TP210 está situado a una distancia media del Sol de 2,880 ua, pudiendo alejarse hasta 3,010 ua y acercarse hasta 2,751 ua. Su excentricidad es 0,044 y la inclinación orbital 6,678 grados. Emplea 1785,96 días en completar una órbita alrededor del Sol.
Los próximos acercamientos a la órbita de Júpiter se producirán el 11 de abril de 2047 y el 29 de mayo de 2130, entre otros.

## Características físicas
La magnitud absoluta de 2012 TP210 es 16,6. Tiene 3,815 km de diámetro y su albedo se estima en 0,101. 